# Europaligan i bordtennis
Europaligan i bordtennis var en Europaliga i bordtennis för landslag, som det europeiska bordtennisförbundet på ett möte i Wien i oktober 1966 enades om att starta från säsongen 1967/1968, till en början bara på herrsidan. Man spelade i divisioner, med en toppdivision och regionala underserier. Högsta divisionen kallades tidigare Division 1, men ändrade från säsongen 1975/1976 namn till Superdivisionen. En damklass infördes säsongen 1990/1991, och säsongerna 1991/1992-1995/1996 spelades även en mixad klass.
År 2000 beslutade det europeiska bordtennisförbundet att slå samman Europaligan med Europamästerskapen, och Europaligan har därmed ersatts av EM-kvalet.

## Slutsegrare i högsta divisionen
| Säsong    | Herrar          | Damer          | Mixade lag           |
| --------- | --------------- | -------------- | -------------------- |
| 1967/1968 | Sovjetunionen   |                |                      |
| 1968/1969 | Sovjetunionen   |                |                      |
| 1969/1970 | Sverige         |                |                      |
| 1970/1971 | Ungern          |                |                      |
| 1971/1972 | Tjeckoslovakien |                |                      |
| 1972/1973 | Sovjetunionen   |                |                      |
| 1973/1974 | Ungern          |                |                      |
| 1974/1975 | Sverige         |                |                      |
| 1975/1976 | Jugoslavien     |                |                      |
| 1976/1977 | Ungern          |                |                      |
| 1977/1978 | Frankrike       |                |                      |
| 1978/1979 | Tjeckoslovakien |                |                      |
| 1979/1980 | Ungern          |                |                      |
| 1980/1981 | Ungern          |                |                      |
| 1981/1982 | Jugoslavien     |                |                      |
| 1982/1983 | Jugoslavien     |                |                      |
| 1983/1984 | Tjeckoslovakien |                |                      |
| 1984/1985 | Sverige         |                |                      |
| 1985/1986 | Polen           |                |                      |
| 1986/1987 | Polen           |                |                      |
| 1987/1988 | Frankrike       |                |                      |
| 1988/1989 | Sverige         |                |                      |
| 1989/1990 | Frankrike       |                |                      |
| 1990/1991 | Tyskland        | Ungern         |                      |
| 1991/1992 | Sverige         | Förenade laget | Israel               |
| 1992/1993 | Sverige         | Nederländerna  | Wales + Cypern       |
| 1993/1994 | Belgien         | Tyskland       | Norge + Cypern       |
| 1994/1995 | Belgien         | Ungern         | Jugoslavien + Island |
| 1995/1996 | Sverige         | Tyskland       | Malta + Jersey       |
| 1996/1997 | Sverige         | Tyskland       |                      |
| 1997/1998 | Frankrike       | Tyskland       |                      |
| 1998/1999 | Tyskland        | Tyskland       |                      |
| 1999/2000 | Tyskland        | Tyskland       |                      |

## Politik
- Under krigandet på Balkan införde FN 1992 sanktioner mot det dåvarande Jugoslavien. Inom sportvärlden drabbades jugoslaverna med avstängningar inom lagtävlingar. Jugoslavien stängdes bland annat av från Superdivisionen i Europaligan i bordtennis. Deras plats togs på herrsidan av Ungern och på damsidan av Italien.[2]